# Perruche jonquille
Aprosmictus jonquillaceus
Espèce
Statut de conservation UICN

 NT  : Quasi menacé
Statut CITES
La Perruche jonquille (Aprosmictus jonquillaceus) est une espèce d'oiseau d'Indonésie appartenant à la famille des Psittacidae.

## Description
Cet oiseau mesure environ 25 cm de long. Il est proche de la Perruche erythroptère. Il s'en distingue par un plumage plus clair et une coloration rouge sur le bord des ailes (bien marquée chez le mâle mais presque imperceptible chez la femelle). Les sus-caudales sont jaunes. Cette nuance marque aussi les flancs et le ventre.

## Sous-espèces
La Perruche jonquille est représentée par deux sous-espèces :
- jonquillaceus peuplant Timor ;
- watterensis peuplant Wetar.

## Habitat
Cet oiseau peuple les forêts et les savanes jusqu'à 2 600 m d'altitude.

## Répartition
Cette espèce vit sur les îles Timor et Wetar dans l'archipel de la Sonde en Indonésie.